# Tutor
Tutor (lat., česky „poručník“) znamená osobu, která se stará o určitou skupinu žáků nebo studentů, konzultuje a procvičuje s nimi probíranou látku a podobně. Funkci tutora na vysokých školách zastávají obvykle starší studenti nebo mladší učitelé.

## Historie
Slovo tutor se do češtiny dostává z angličtiny, pochází však ze starověkého Říma, kde byl tutor poručník nezletilých dětí. Ve středověkých školách, kde žáci a studenti také pohromadě žili, byl tutor obvykle starší student pověřený tím, aby pomáhal učitelům, staral se o určitou skupinu žáků, uváděl je do vlastního studia, procvičoval s nimi, co se naučili, a také dbal na pořádek a disciplínu. Roli tutora velice zdůrazňoval Jan Amos Komenský, který například ve Velké didaktice vysvětluje, že zejména začínající studenti potřebují osobní pomoc a radu, ale že také starší studenti si upevňují a prohlubují své vzdělání a získávají své první učitelské zkušenosti právě jako tutoři.

## Současnost
Funkce tutora se udržela zejména tam, kde studenti středních a vysokých škol nežijí v rodinách, ale ve školních ubytovnách a kolejích. Tutor – obvykle starší student – uvádí své mladší kolegy do studia, pomáhá jim s domácími úlohami a samostatným studiem, procvičuje s nimi látku a podobně. Tato forma studia v menších a stálých skupinách se nazývá tutorát nebo také tutoriál a je samozřejmostí na elitních britských a amerických kolejích a univerzitách. Velmi se osvědčuje na současných vysokých školách s velkým počtem studentů, kde při přednáškách nebývá příležitost ke konzultacím a zejména studenti ze sociálně slabších vrstev potřebují individualizovanou pomoc ve studiu.
Kromě vysokých škol se o tutorech hovoří i v individuálním a soukromém vzdělávání a někdy i při profesním vzdělávání ve firmách. Tutor je zde individuální průvodce studiem a odpovídá za řádné procvičení toho, co se žáci mají naučit.

## Tutor v distančním vzdělávání a v e-learningu
V současné době se slovo tutor užívá také pro vzdělavatele v distančním vzdělávání, zejména v e-learningu. Tutor je nejbližší spolupracovník studujícího, vyškolený pracovník pověřený vzdělávací institucí pro řízení studujících v určitém výukovém modulu. Může, ale nemusí být autorem modulu, tj. nemusí být tvůrcem obsahové části modulu. Obvykle se průběžně stará o cca 20 posluchačů, kterým pomáhá při studijních obtížích, ale nevyučuje. Průběžně konzultuje se studujícími dle jejich potřeby a hodnotí průběžně jejich práce. Tutor v on-line kurzu plní 4 základní role: roli řídicí, roli pedagogickou, roli sociální a roli technickou. Sám je monitorován a hodnocen manažerem kurzu, kterému indikuje případné nedostatky zjištěné v daném studijním modulu na základě analýzy opakujících se problémů, které mají studující při studiu daného modulu.